# Willem Pince van der Aa
Wilhelmus Lambertus Johannes Jozef (Willem) Pince van der Aa, zich ook wel Willem Lambertus noemende, is een Nederlandse boekhandelaar.
Pince van der Aa werd in 1997, 2004 en 2006 veroordeeld voor oplichting, waarbij hij zich als bonafide genealoog presenteerde. Ook werd hij in 2005 verplicht een openstaand bedrag aan TPG Post te voldoen. Onder meer de Consumentenbond en het televisieprogramma Tros Opgelicht (oktober 2005) besteedden meerdere malen aandacht aan zijn praktijk en ook de Nederlandse Genealogische Vereniging en het Centraal Bureau voor Genealogie waarschuwden voor hem. De genealogische wereld kwam naar buiten met deze fraude, waardoor, mede door de mediabelangstelling, velen gewaarschuwd werden.
Alhoewel Pince van der Aa in verschillende Europese landen onder andere namen opereerde, was zijn methode in veel gevallen vergelijkbaar. Vanuit zijn boekhandel, antiquariaat of uitgeverij met de naam Historique, onder meer gevestigd in Leidschendam en Berchem, stuurde hij mailings met de titel De Kroniek van het oude geslacht .... Daarmee wilde hij mensen overtuigen hun stamboom bij hem 'aan te schaffen'. Uiteindelijk kregen zij daarvoor doorgaans enige eenvoudige naamlijsten en een heraldisch wapen terug, die volgens het Centraal Bureau voor Genealogie niet aan de eisen voldeden om voor volwaardige stamboom en een juist wapen te mogen doorgaan.

## Aanval
Op 10 oktober 2005 werd Pince van der Aa door onbekenden in zijn huis in Leidschendam aangevallen. Ook werd in diezelfde week, op 12 oktober, een ampul met een bijtende stof bij zijn voordeur kapotgegooid.

## Handelsnamen
- Antiquariaat Historique
- Stichting Genealogie Nederland
- William Pince Publishers
- Steinadler Verlag
- Genealogische Stiftung SGN[4]
- Fondation Généalogique et Héraldique[5]